# Podocarpus archboldii
Podocarpus archboldii là một loài thực vật hạt trần trong họ Thông tre. Loài này được N.E.Gray miêu tả khoa học đầu tiên năm 1958. Chúng được tìm thấy ở Indonesia và Papua New Guinea. 